# Christopherus Laurentii
Christopherus Laurentii eller Cristoferus de Holmis, född troligen i slutet av 1300-talet, död 19 augusti 1464, var en svensk ärkedjäkne.
Christopherus Laurentii var borgarson från Stockholm och inskrevs vid Erfurts universitet 1419 och vid universitetet i Rostock 1420. Ursprunget är okänt men 1426 uppges han ha familjenamnet Wys eller Wicte. Efter att ha blivit magister artium i Rostock 1425 inskrevs han 1426 vid Leipzigs universitet och blev samma år magister vid den filosofiska fakulteten där. Han inledde därefter teologiska studier. 1432 vistades han i Uppsala där han som kanik deltog i Olof Laurenssons val till ärkebiskop. 1433 vistades han med den landsflyktige biskopen i Rom, och utsågs då till domprost i Uppsala, en post han dock aldrig tillträdde. 
1434–35 var han Olof Laurenssons ombud vid konciliet i Basel och återupptog därefter sina teologiska studier i Leipzig samtidigt som han fungerade som lärare vid den filosofiska fakulteten. 1438 avslutade han sina universitetsstudier med en teologie licentiatexamen och en teologie doktorsgrad, och fungerade under sommaren 1438 som universitetets rektor. Han återvände därefter till Sverige, där han under tiden, troligen 1435 utsetts till scolasticus med Tierps socken som prebende. 1442 blev han ärkedjäkne i Uppsala, och tjänstgjorde sedan som sådan fram till sin död. 1445 förordnades han av påven Eugenius IV att jämte två andra präster vara den romerska kurians uppbördsmän i Norden, men om hans verksamhet som sådan är inget känt.